# Государственный советник Казахстана
Государственный советник Республики Казахстан (каз. Қазақстан Республикасының мемлекеттік кеңесшісі) — политическое должностное лицо Республики Казахстан, назначается на должность и освобождается от должности Президентом Республики Казахстан.
До 14 июня 2022 года должность называлась Государственный секретарь Республики Казахстан (каз. Қазақстан Республикасының мемлекеттік хатшысы)

## Деятельность
Государственный советник осуществляет свою деятельность под непосредственным руководством Президента Республики Казахстан, ему подотчетен и подконтролен.
Государственный советник вырабатывает для Президента Республики Казахстан предложения по основным направлениям внутренней политики
По поручению Главы государства представляет его интересы:
- в отношениях с Парламентом Республики Казахстан и его палатами, другими государственными органами, общественными объединениями;
- в международных отношениях;

координирует деятельность:
- по вопросам социально-гуманитарной сферы: образования, науки, культуры и спорта;
- консультативно-совещательных органов при Главе государства: 
  - Комиссии по вопросам противодействия коррупции;
  - Комиссии по государственным наградам;
  - Комиссии по вопросам гражданства;
- Республиканской комиссии по государственным символам и геральдике ведомственных и иных, приравненных к ним, наград;
- Республиканской комиссии по подготовке кадров за рубежом;
- Комиссии по присуждению Государственной премии Республики Казахстан в области науки и техники имени аль-Фараби;
- Комиссии по присуждению Государственной премии Республики Казахстан в области литературы и искусства имени Абая;
- Национальной комиссии по реализации программы модернизации общественного сознания;
- Государственной комиссии по полной реабилитации жертв политических репрессий;
- Национального курултая и Совета по молодежной политике;
- Курирует деятельность Казахстанского института стратегических исследований при Президенте Республики Казахстан, координирует работу государственных аналитических структур в сфере общественного развития;
- координирует работу по присуждению гранта «Тәуелсіздік ұрпақтары»;
- осуществляет иные полномочия в соответствии с поручениями Президента Республики Казахстан.

В целях реализации установленных настоящим Указом полномочий Государственный советник вправе:
1) издавать распоряжения;
2) давать поручения центральным и местным исполнительным органам по вопросам, относящимся к его компетенции;
3) присутствовать на заседаниях Правительства Республики Казахстан, консультативно-совещательных органов при Главе государства;
4) запрашивать и получать необходимую информацию, документы и другие материалы от государственных органов и должностных лиц по вопросам, относящимся к его компетенции;
5) создавать межведомственные рабочие группы для разработки проектов актов Президента Республики Казахстан по вопросам, входящим в его компетенцию, а также для решения иных задач, поставленных Главой государства.
- Организационно-правовое, информационно-аналитическое и иное обеспечение деятельности Государственного советника осуществляется Администрацией Президента Республики Казахстан.

## Государственные секретари/советники Казахстана
| №    | Государственный секретарь | Государственный секретарь                                                         | Начало полномочий | Окончание полномочий  |
| ---- | ------------------------- | --------------------------------------------------------------------------------- | ----------------- | --------------------- |
| 1    |                           | Ахметжан Смагулович Есимов (1950—) каз. Ахметжан Смағұлұлы Есімов                 | 4 марта 1996      | 24 октября 1996       |
| 2    |                           | Абиш Кекилбаевич Кекилбаев (1939—2015)                                            | 30 октября 1996   | 29 января 2002        |
| 3    |                           | Касым-Жомарт Кемелевич Токаев (1953—) каз. Қасым-Жомарт Кемелұлы Тоқаев           | 29 января 2002    | 13 июня 2003          |
| 4    |                           | Имангали Нургалиевич Тасмагамбетов (1956—) каз. Иманғали Нұрғалиұлы Тасмағамбетов | 13 июня 2003      | 9 марта 2004          |
| 5    |                           | Оралбай Абдыкаримович Абдыкаримов (1944—) каз. Оралбай Әбдікәрімов                | 10 марта 2004     | 15 мая 2007           |
| 6    |                           | Канат Бекмурзаевич Саудабаев (1946—) каз. Қанат Бекмырзаұлы Саудабаев             | 15 мая 2007       | 23 января 2012        |
| 7    |                           | Мухтар Абрарулы Кул-Мухаммед (1960—) каз. Мұхтар Абрарұлы Құл-Мұхаммед            | 23 января 2012    | 16 января 2013        |
| 8    |                           | Марат Муханбетказиевич Тажин (1960—) каз. Марат Мұханбетқазыұлы Тәжин             | 16 января 2013    | 21 января 2014        |
| и.о. |                           | Карим Кажимканович Масимов (1965—) каз. Кәрім Қажымқанұлы Мәсімов                 | 21 января 2014    | 2 апреля 2014         |
| 9    |                           | Адильбек Рыскельдинович Джаксыбеков (1954—) каз. Әділбек Рыскелдіұлы Жақсыбеков   | 2 апреля 2014     | 22 октября 2014       |
| и.о. |                           | Нурлан Зайруллаевич Нигматулин (1962—) каз. Нығматулин Нұрлан Зайроллаұлы         | 22 октября 2014   | 11 ноября 2014        |
| 10   |                           | Гулшара Наушаевна Абдыкаликова (1965—) каз. Гүлшара Наушақызы Әбдіқалықова        | 11 ноября 2014    | 25 февраля 2019       |
| 11   |                           | Бахытжан Абдирович Сагинтаев (1963—) каз. Бақытжан Әбдірұлы Сағынтаев             | 1 марта 2019      | 24 марта 2019         |
| 12   |                           | Марат Муханбетказиевич Тажин (1960—) каз. Марат Мұханбетқазыұлы Тәжин             | 24 марта 2019     | 18 сентября 2019 года |
| 13   |                           | Крымбек Елеуович Кушербаев, (1955—) каз. Қырымбек Елеуұлы Көшербаев               | 18 сентября 2019  | 5 января 2022         |
| 14   |                           | Карин Ерлан Тынымбайулы (1976—) каз. Ерлан Тынымбайұлы Қарин                      | 5 января 2022     | 14 июня 2022          |

| № | Государственный советник | Государственный советник                                     | Начало полномочий | Окончание полномочий |
| - | ------------------------ | ------------------------------------------------------------ | ----------------- | -------------------- |
| 1 |                          | Карин Ерлан Тынымбайулы (1976—) каз. Ерлан Тынымбайұлы Қарин | 14 июня 2022      | действующий          |

## Примечание
1. ↑  Официальный сайт Президента Республики Казахстан — Государственный секретарь Республики Казахстан Абдыкаликова Гульшара Наушаевна Архивная копия от 27 февраля 2015 на Wayback Machine
2. ↑  Указ Президента Республики Казахстан от 10 марта 2004 года N 1299. Дата обращения: 2 марта 2019. Архивировано 6 марта 2019 года.
3. ↑  Главой МИД Казахстана и Госсекретарем назначен Канат Саудабаев - источник. Дата обращения: 2 марта 2019. Архивировано 6 марта 2019 года.
4. ↑  Мухтар Кул-Мухаммед назначен государственным секретарем Казахстана. Дата обращения: 2 марта 2019. Архивировано 6 марта 2019 года.
5. ↑  Указ Президента Республики Казахстан Нурсултана Назарбаева «О назначении Тажина М. М. Государственным секретарем Республики Казахстан» (недоступная ссылка)
6. 1 2  Нурлан Нигматулин назначен врио Госсекретаря Казахстана. Дата обращения: 2 марта 2019. Архивировано 11 июля 2021 года.
7. ↑  Указ Главы государства. Дата обращения: 2 марта 2019. Архивировано из оригинала 12 июля 2021 года.
8. ↑  Гульшара Абдыкаликова назначена государственным секретарем Казахстана. Дата обращения: 2 марта 2019. Архивировано 6 марта 2019 года.
9. ↑  Утвержден новый состав Правительства РК. Дата обращения: 2 марта 2019. Архивировано из оригинала 5 марта 2019 года.
10. ↑  О назначении Сагинтаева Б.А. Государственным секретарем Республики Казахстан. Дата обращения: 2 марта 2019. Архивировано 1 марта 2019 года.
11. ↑  Указ Президента Республики Казахстан Касым-Жомарта Токаева «О назначении Тажина М.М. Государственным секретарем Республики Казахстан». Дата обращения: 24 марта 2019. Архивировано 24 марта 2019 года.
12. ↑  О назначении Карина Е.Т. — Официальный сайт Президента Республики Казахстан. Akorda.kz. Дата обращения: 19 января 2022. Архивировано 25 января 2022 года.
13. ↑  О Карине Е.Т. — Официальный сайт Президента Республики Казахстан. Akorda.kz. Дата обращения: 14 июня 2022. Архивировано 25 января 2022 года.